# جک تامپسون (بازیگر)
جک تامپسون (به انگلیسی: Jack Thompson) (زاده ۳۱ اوت ۱۹۴۰) بازیگر استرالیایی است.

## عکس برهنه
در سال ۱۹۷۲ عکس برهنه‌ای از وی در مجلهٔ «Cleo» منتشر شد.

## فیلمشناسی
از فیلم‌های معروف او می‌توان به بازی در فیلم پوکر فیس، پیکان‌های شکسته، کریسمس مبارک، آقای لارنس، چشم بند ، کلاه چرمی‌ها، روبی کایرو، گوشت و خون، معجزه باد، در اطراف بلوک، اسکوبی مالون، سافاری در حال چرخش و هرگز خیلی دیر نیست اشاره کرد.